# Langreo (Gerichtsbezirk)
Der Gerichtsbezirk Langreo ist einer der 18 Gerichtsbezirke in der autonomen Gemeinschaft Asturien.
Der Bezirk umfasst die Gemeinde Langreo auf einer Fläche von 82,46 km² mit dem Hauptquartier in Langreo.